# فيديريكو فيراري
فيديريكو فيراري (بالإيطالية: Federico Ferrari)‏ هو فيلسوف إيطالي، ولد في 15 سبتمبر 1969 في ميلانو في إيطاليا.